# Klein Lobke
Klein Lobke ist ein Ortsteil der niedersächsischen Stadt Sehnde, südöstlich von Hannover.

## Geschichte
Um 800 Besiedlung des Gebiets um Klein Lobke mit fränkischen Militärkolonisten und Zugehörigkeit zum Großen Freien.
Das älteste erhaltene Dokument, das Klein Lobke erwähnt, ist eine Urkunde aus dem Jahr 1178, in der Bischof Adelog von Hildesheim den Bau einer Kirche im Ort genehmigt.
Am 1. März 1974 wurde Klein Lobke in die Gemeinde Sehnde, heute Stadt Sehnde eingegliedert.

## Politik
Klein Lobke hat keinen eigenen Ortsrat, sondern gehört politisch zum Ortsrat Sehnde. 